# Bistum Sisak

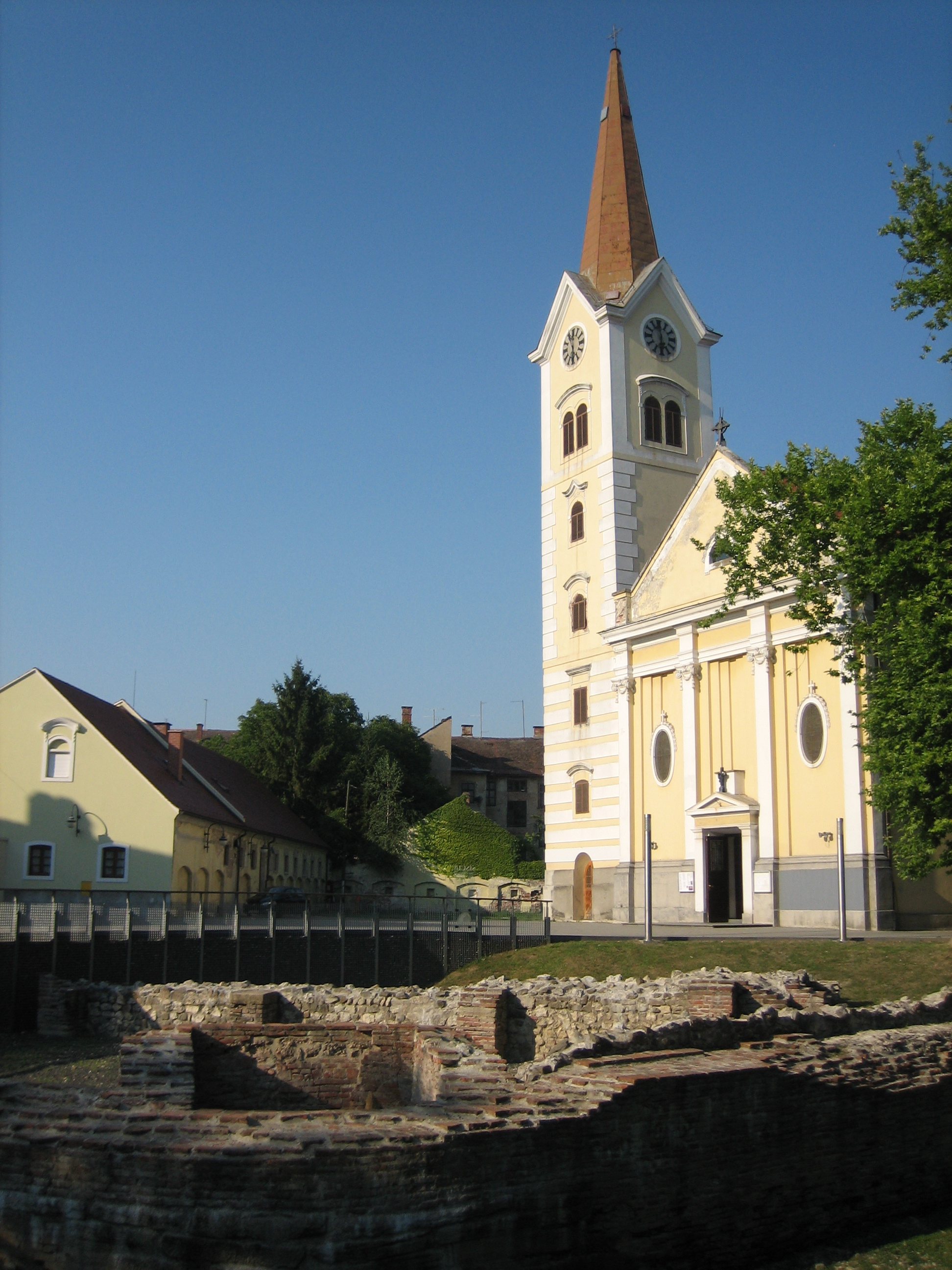
Kathedrale von Sisak (2006)

Das Bistum Sisak (lateinisch Dioecesis Sisciensis, kroatisch Sisačka biskupija) ist ein römisch-katholisches Bistum in Kroatien mit Sitz in Sisak. Derzeitiger Diözesanbischof ist Vlado Košić.

## Geschichte

### Frühchristliches Bistum
Auf dem Gebiet der römischen Provinz Pannonia inferior sind seit dem 4. Jahrhundert Bischöfe von Siscia überliefert. Der erste war Quirinus von Siscia (kroat. Sveti Kvirin Sisački), der als Heiliger verehrt wird und Schutzpatron des Bistums ist.
Nach dem Fall von Sirmium im Jahre 441 schloss sich das Bistum Siscia der Metropolie von Salona an.
Zwischen 530 und 579 sind wieder eigene Bischöfe überliefert.
Ab dem Ende des 6. Jahrhunderts wird das Bistum nicht mehr erwähnt. Bei der ersten Synode von Split im Jahre 925 wurde der Versuch einer Neugründung unternommen. Dieses Vorhaben missglückte.
Im 11. Jahrhundert ging das Gebiet in die neu gründete Diözese Zagreb ein.

### Bischöfe
- Quirinus von Siscia (309)
- Marcus (343)
- Costantius I. (381)
- Johannes (530)
- Costantius II. (532)
- Vindemius (579, 590)[1]

### Titularbistum
Ab Mai 1999 war Sisak Titularbistum. Einziger Titularbischof war Nikola Eterović (* 1951 in Pučišća; ≈ 1977 Priester des Bistums Hvar), damals Kurienbischof und jetzt Nuntius in Deutschland. 

## Neuzeitliches Bistum
Die katholischen Gemeinden gehörten bis 2009 zum Bistum bzw. Erzbistum Zagreb. In einem kirchengeschichtlich seltenen Fall wurde das Titularbistum in ein Diözesanbistum umgewandelt: Das Bistum Sisak wurde am 5. Dezember 2009 von Papst Benedikt XVI. mit der Apostolischen Konstitution Antiquam fidem errichtet. Der Bischofssitz befindet sich in der gleichnamigen kroatischen Stadt Sisak. Am Tag der Bistumserrichtung wurde der Zagreber Weihbischof Vlado Košić zum ersten Bischof des Bistums ernannt.
Das Bistum ist dem Erzbistum Zagreb unterstellt und dort eines von vier Suffraganbistümern.
Schutzpatron des Bistums ist der Märtyrer Quirinus von Siscia (kroat. Sveti Kvirin Sisački), der in Rom begraben wurde.
Die Kathedrale wurde beim Erdbeben am 29. Dezember 2020 schwer beschädigt, der einsturzgefährdete Glockenturm muss bis zur Höhe des Gesimses der Kathedrale abgerissen werden.